# Epidendrum fritzianum
Epidendrum fritzianum är en orkidéart som beskrevs av Frederico Carlos Hoehne. Epidendrum fritzianum ingår i släktet Epidendrum och familjen orkidéer. Inga underarter finns listade i Catalogue of Life.